# 金星
金星（きんせい、ラテン語: Venus 、英語: Venus ）は、太陽系で太陽に近い方から2番目の惑星。また、地球にもっとも近い太陽周回軌道を持つ惑星である。
地球型惑星であり、太陽系内で大きさと平均密度がもっとも地球に似た惑星であるため、「地球の姉妹惑星」、「地球の兄弟星」、と表現されることがある。また、太陽系の惑星の中で最も真円に近い公転軌道を持っている。地球から見た金星は常に太陽の近傍に見えることから明け方と夕方にのみ観測でき、太陽、月に次いで明るく見える天体のため、明け方に見えるものを「明けの明星」、夕方に見えるものを「宵の明星」という。

## 物理学的性質

### 大気と温度

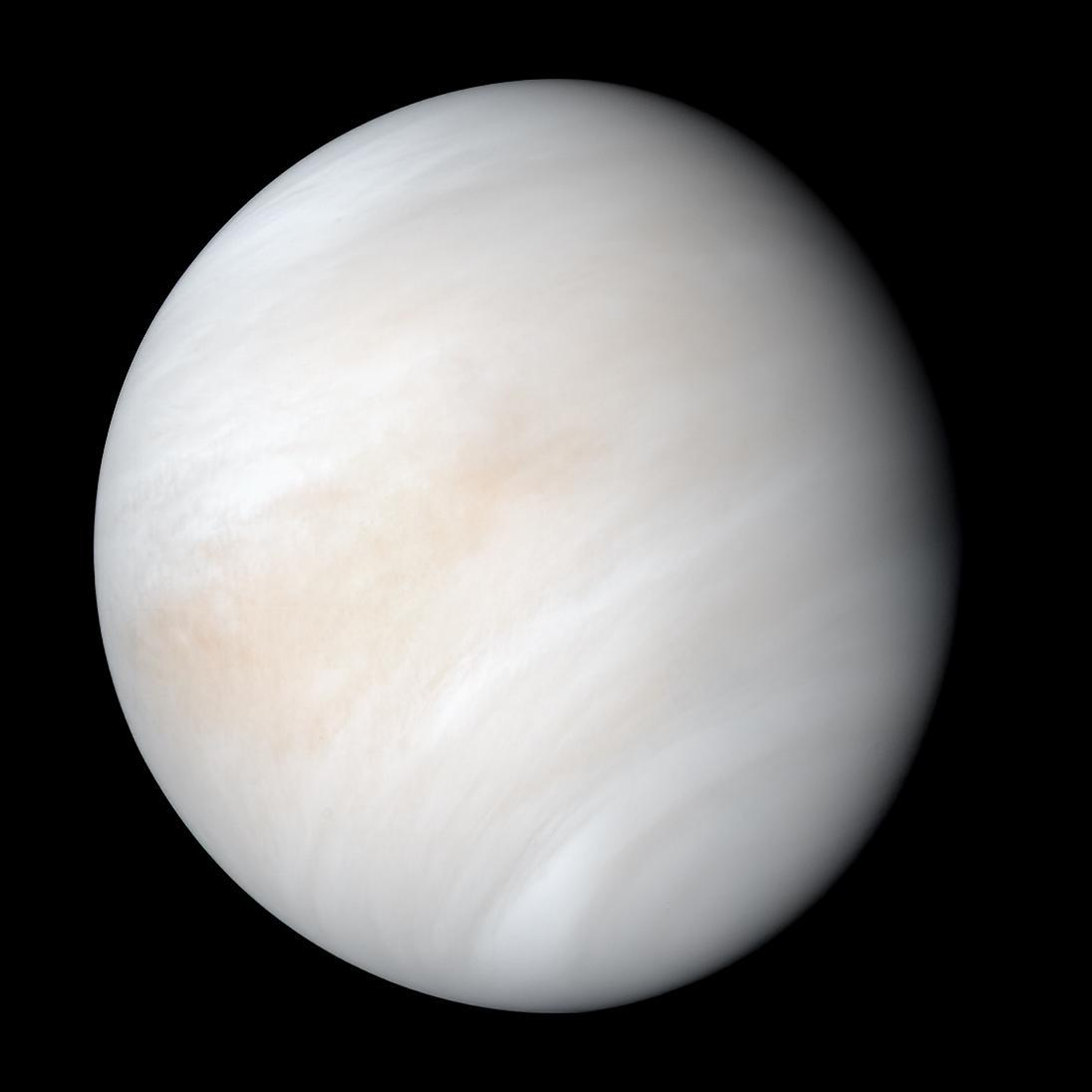
金星の雲（1974年）

金星には二酸化炭素（CO2）を主成分とし、わずかに窒素を含む大気が存在する。気圧は非常に高く、地表で約92気圧（atm）ある（地球での水深920メートルに相当）。地表での気温は約730K（約460℃）に達する。高温となっている金星地表から雲層（高度45-70km）までの下層大気の温度勾配は、雲層の上端で有効温度になるような気温減率にほぼ従っており、高度50km付近では1気圧で約350K（75℃）、55km付近では0.5気圧で約300K（27℃）と、地球よりやや高い程度である。
金星の自転は非常にゆっくりなものである（#自転を参照）が、熱による対流と大気の熱慣性のため、昼でも夜でも地表の温度にそれほどの差はない。大気上層部の「スーパーローテーション」と呼ばれる4日で金星を一周する高速風が、金星全体へ熱を分散するのをさらに助けている。
高度45kmから70kmに硫酸（H2SO4）の雲が存在する。このH2SO4の粒は下層で分解して再び雲層に戻るため、地表に届くことはない。雲の最上部では350km/hもの速度で風が吹いているが、地表では時速数kmの風が吹く程度である。しかし金星の大気圧が非常に高いため、地表の構造物に対して強力に風化作用が働く。
2011年、ヨーロッパ宇宙機関（ESA）の探査機「ビーナス・エクスプレス」が大気の上層からオゾン層を発見した。2012年、ビーナス・エクスプレスの5年分のデータを解析した結果、上空125kmのところに、気温が-175℃の極低温の場所があることがわかった。この低温層は、2つの高温の層に挟まっており、夜の大気が優勢な部分が低温になっていると考えられている。この極低温から、二酸化炭素の氷が生じているとも考えられている。
2020年9月、カーディフ大学の研究者を中心とするイギリス・アメリカ・日本の研究者から成る研究チームがチリのアルマ望遠鏡とハワイのジェームズ・クラーク・マクスウェル望遠鏡を用いて行った観測から、金星での環境下における地質学的条件や化学的条件のもとでは発生しないと考えられていたホスフィン（リン化水素）が金星の大気上層から検出されたという研究結果をネイチャーにて発表した。ホスフィンの生成要因として、研究チームは太陽光からの光化学反応や火山作用によって供給された可能性も検討されたが、検出されたホスフィンの量はそれらの要因では説明できなかった。まだ人類が知りえない未知の化学プロセスによって生成されている可能性が高いとされているが、地球上ではホスフィンは一部の嫌気性生物から生成される事が知られているため、金星大気に生命が存在している痕跡である可能性も示されている。アメリカ航空宇宙局（NASA）の長官ジム・ブライデンスタインはこれまでの地球外生命探査において「最大」の発見であるという見解を示している。ただしこのホスフィンの検出報告については、別の複数の研究者グループから疑義が呈されている。同じ観測データを異なるグループが独立して再解析したところホスフィンの特徴は統計的に有意な水準では検出されず、先の報告は誤検出の可能性が高いとの指摘がなされている。

#### 二酸化炭素による温室効果
金星の地表は太陽により近い水星の表面温度（平均442 K（169 ℃））よりも高い。金星の地表の気温が高いのは、大気の主成分である CO2による温室効果のためである。
金星の厚い雲は太陽光の80％を宇宙空間へと反射するため、金星大気への実質的なエネルギー供給は、太陽から遠い地球よりも少ない。このエネルギー収支から予測される金星の有効温度は227K（-46℃） と、実際の金星の地表温度に比べて約500Kも低温の氷点下となる。それが実際にそうならないのは、膨大な量のCO2によって大気中で温室効果が生じるためで、高密度のCO2による温室効果が510K分の温度上昇をもたらしている。

#### スーパーローテーション
金星大気の上層部には4日で金星を一周するような強い風が吹いている。この風は自転速度を超えて吹く風という意味でスーパーローテーションといわれる。風速は100m/sに達し、243日で一周する自転速度の60倍以上である。このことが実際に確かめられるまでは、昼の面で暖められた大気が上昇して夜の面に向かい、そこで冷却して下降するという単純な循環の様式が予想されていた。この現象は多くの人々の興味を引くこととなりさまざまな理論が提示され、金星最大の謎のひとつとされていたが、2020年に日本の金星探査機「あかつき」の観測データの分析より、この加速機構を担うのが「熱潮汐波」であることが明らかになった。
南北の両極付近で巨大な渦が観測されている。北極の渦は1978年にアメリカ航空宇宙局（NASA）の探査機「パイオニア・ヴィーナス」によって、南極の渦は2006年にヨーロッパ宇宙機関（ESA）の探査機「ビーナス・エクスプレス」によって発見された。ビーナス・エクスプレスは南極の渦の観測を続け、2011年までにその詳細な構造を明らかにした。

#### 地球大気との比較

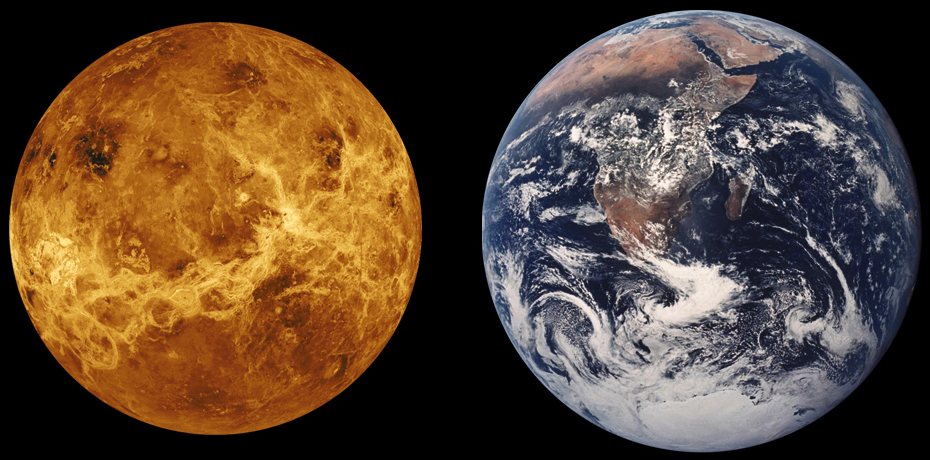
同縮尺の金星（左）と地球（右）

一見したところ、金星の大気物質と地球上の大気はまったくの別物である。しかし両者とも、かつてはほとんど同じような大気からなっていたとする以下の説があるため、地球の姉妹惑星とも言われていることから金星は地球の未来を知るための参考とされる。
- 太古の地球と金星はどちらも現在の金星に似た濃厚な二酸化炭素の大気を持っていた。
- 惑星の形成段階が終わりに近づき大気が冷却されると、地球では海が形成されたため、そこに二酸化炭素が溶け込んだ。二酸化炭素はさらに炭酸塩として岩石に組み込まれ、地球上の大気中から二酸化炭素が取り除かれた。
- 金星では海が形成されなかったか[24]、形成されたとしてもその後に蒸発し消滅した。そのため大気中の二酸化炭素が取り除かれず、現在のような大気になった。

もし地球の地殻に炭酸塩や炭素化合物として取り込まれた二酸化炭素をすべて大気に戻したとすると、地球の大気は約70気圧になると計算されている。また、その場合の大気の成分はおもに二酸化炭素で、これに1.5％程度の窒素が含まれるものになる。これは現在の金星の大気にかなり似たものであり、この説を裏付ける材料になっている。
金星では誕生から現在に至るまでに
- 海洋は一度も形成されなかった。
- 海洋は一度形成されて蒸発し消滅した。

のどちらなのかはよく分かっていないがどちらかといえば後者が有力説。後者では金星では地球と同様に誕生直後に大気中の水蒸気が液化して海を形成し、その後に太陽定数の増加に伴い気温が上昇してある限界を超えたところで海の蒸発が始まり、温室効果を持つ水蒸気が放出されさらなる温度の上昇をもたらす循環に陥る暴走温室効果が歴史のいずれかの時点で発生して現在の状況に至ったと考えられている。前者の場合、金星は水蒸気の強い温室効果のため長期間マグマオーシャンと厚い水蒸気に覆われ続けて、地球と比べて非常にゆっくりとしたペースでマグマオーシャンの固化が進む。大気中の水蒸気は終始海を形成することができず、集積を終えた時点で存在していた水は水蒸気として長期間大気に留まっている間に宇宙空間に散逸し、現在の状態に至ったことになる。2つの歴史のどちらを辿るかは惑星が集積を終え冷却が始まった段階での太陽からの距離によって決定づけられると予想されている。地球はその境界より十分に外側で集積し冷却が始まったため形成直後に海洋を持つ惑星になったと考えられているが、金星の軌道はその境目となる距離に近いところにあり、金星がどちらの歴史を辿ったのかは明確な結論は得られていない。
一方で、地球と金星の大気の違いは地球の月を形成したような巨大衝突の有無によるという考え方があるが、金星の地軸の傾きの原因は巨大衝突だという説もあるため、これらは両立しない。
また、金星の濃密で高温な大気の影響で地球に衝突したら大惨事を引き起こすような巨大（直径50〜60m以下なら）隕石でも金星表面に到達する前に燃え尽きてしまう。このためそれなりの大きさの隕石でないと地表には到達できないため金星表面にはクレーターが地球に比べて圧倒的に少なく、存在するクレーターは巨大である。

### 公転

金星は約1億800万キロメートル（約0.7au）の平均距離で太陽を公転し、224.7日ごとに軌道を一周する（黄色い線）。地球の365日（青い線）間に、金星平均距離の約1.6倍（黄色の軌跡）の距離で一周する。

地球の公転周期と金星の公転周期の比をとると、365.2425... : 224.701... で、13 : 8 という単純な整数比にかなり近い。そのためスピログラフのような「美しい図形」などと話題にされることがあるが、金星と地球は共鳴関係にない（「尽数関係」ではない）。そのため、百万年あるいは億年の単位で見ると、それぞれに変化している。

### 自転
金星の赤道傾斜角は177度である。すなわち、金星は自転軸がほぼ完全に倒立しているため、ほかの惑星と逆方向に自転していることになる。地球など金星以外の惑星では太陽が東から昇り西に沈むが、（天球の同じ側を金星における北であるとして、東西南北の方角の順を同じとした場合）金星では太陽は西から昇って東に沈む。金星の自転がなぜ逆回転をしているのかはわかっていないが、おそらく大きな星との衝突の結果と考えられている。また、逆算すると金星の赤道傾斜角は3度ほどしか傾いておらず、自転軸が倒立しているとはいえ、軌道面に対してほぼ垂直になっていることになる。このため、地球などに見られるような、気象現象の季節変化はほとんどないと推測されている。
金星の自転速度はきわめて遅く、地球の自転周期が24時間＝1日であるのに対し、金星の自転周期は地球時間で約243日かけて一回転していることになる。自転の向きは公転の向きと回転方向が逆であるため、自転で一回転する前に金星表面上の同一地点は太陽に正中してしまい、金星の1日は地球の約117日に相当することになる 。
金星の自転周期は、地球との会合周期とほぼ一致している。そのため、地球と金星が最接近する際に地球からはいつも金星の同じ側しか見ることができない（会合周期は金星の5.001日にあたる）。これが何らかの共振のような現象によるものなのか、単なる偶然によるものなのかは不明である。
2012年、欧州宇宙機関（ESA）の探査機ビーナス・エクスプレスから得られたデータにより、16年前より6.5分遅い周期で自転していることが判明した。

### 地形

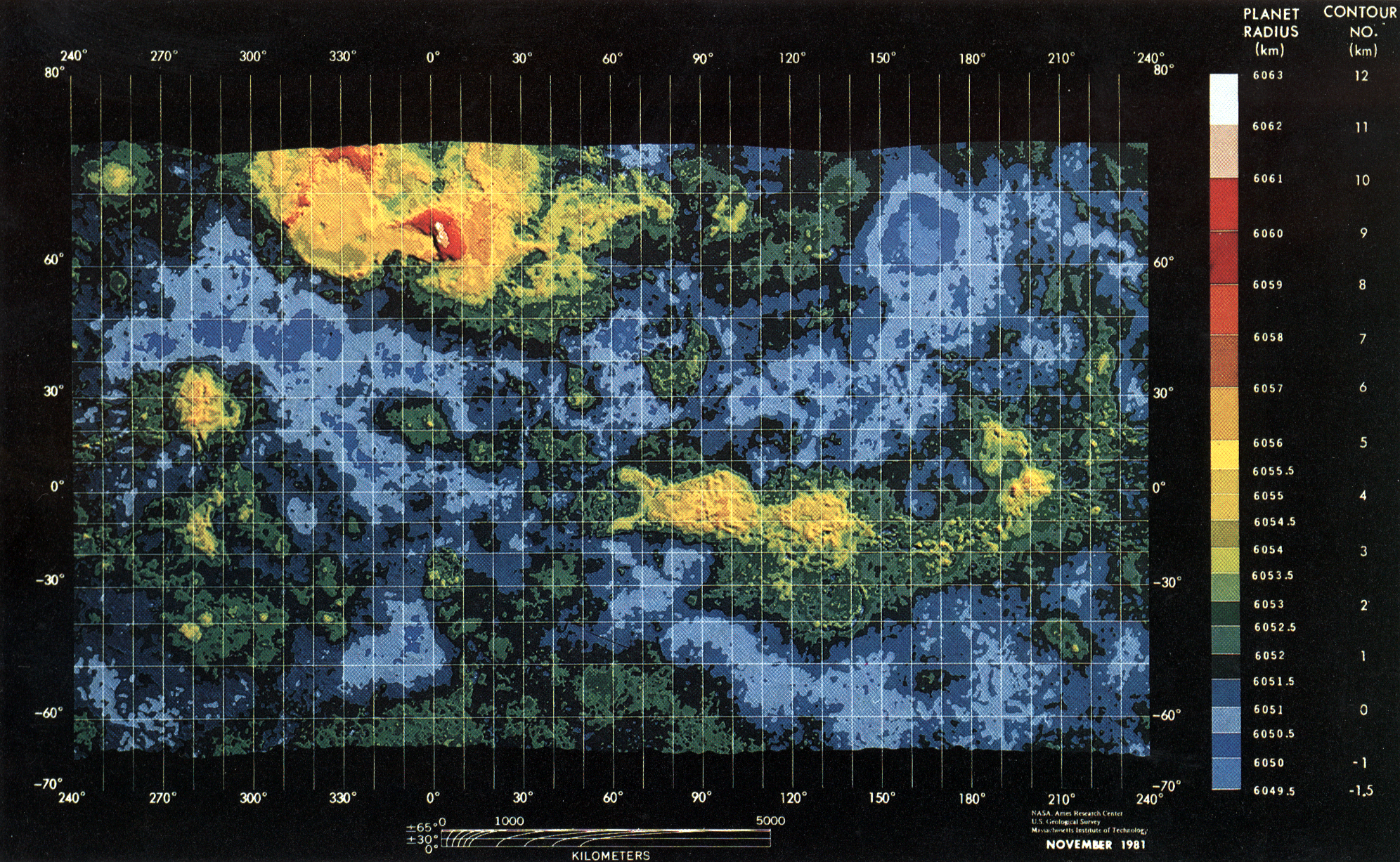
金星の地図。金星はきわめて自転が遅いため、回転楕円体ではなく球形となっている。しかしながら地表には凹凸があり、もっとも高い白い部分は黒で示した平均半径（6,052km）、いわば「標高0ｍ」から約12km程度持ち上がっている。経度0度、北緯65度の地点である。白と赤、黄色、緑はこの順で高く、青は標高0ｍ未満の部分であり、最大1.5km窪んでいる。

金星表面には地球にある大陸に似て大きな平野を持つ高地が3つ存在する。イシュタル大陸はオーストラリア大陸ほどの大きさで北側に位置する。この大陸には金星最高峰であり、高さ11kmのマクスウェル山を含むラクシュミー高原などがある。南側の大陸はアフロディーテ大陸と呼ばれ、南アメリカ大陸ほどの大きさである。さらに南の南極地域にはラダ大陸がある。高地の面積は金星表面の13％を占めるが、このほかに金星表面は中程度の高度を持つ平原（金星表面の60％を占める）、もっとも低い低地（金星表面の27％を占める）の、計3つの区分に分類されている。
金星には上記の大地形のほかに、「コロナ」と呼ばれる円形に盛り上がった地域や、中心から放射状に盛り上がりを見せるノバ、パンケーキ状に丸くひろがった台地や、断層や褶曲が入り組むテセラなどの特徴的な小地形が数多く存在する。このうちコロナやノバ、パンケーキ状の地形は火山活動によって形成されたと考えられている。
金星ができたのは約46億年前だが、表面の大半は数億年前に形成されたと見られており、過去に活発な火山活動があったことを示す地形が多く存在する。ヨーロッパ宇宙機関（ESA）の金星探査機ビーナス・エクスプレスの観測により、比較的最近（数百年から250万年前）にも火山活動が起きていたことを示す証拠が得られた。
有名な金星表面の立体画像としてマゼランが観測したデータに基づくものがある。しかしこの画像は、レーダーによって観測された地形データに着色し起伏を10倍に強調したコンピューター画像で、実際の金星の地表の様子からかけ離れたものであるため注意が必要である。実際の金星の表面は地球や火星と比較するとむしろ起伏に乏しいとされる。

#### 地名

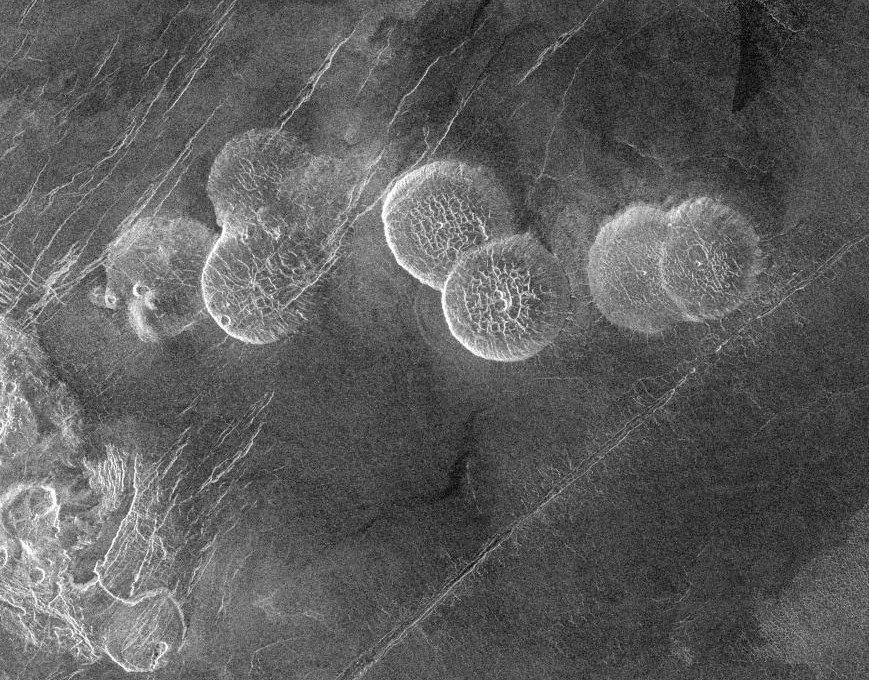
セオリツ溶岩円頂丘

金星の地形には大陸、地域、平原、裂溝帯、峡谷、モザイク状の地形、断崖、丘、線状地形、火山、溶岩流、火口、山などがあり、おもに各民族の神話における女神や精霊の名が冠せられている。たとえばアフロディーテ大陸、メティス山、フェーベ地域、ディオーネ地域、レダ平原、ニオベ平原、アルテミス谷（以上ギリシア神話）、ディアナ峡谷（ローマ神話）、イシュタル大陸（バビロニア神話）、ラクシュミー高原（インド神話）、セドナ平原（イヌイット神話）、ギネヴィア平原（アーサー王伝説の王妃）などがある。
日本神話やアイヌ神話、日本の民話などに由来するものとしては、ユキオンナ・テセラ（雪女）、ニンギョ・フルクトゥス（人魚）、ウズメ・フルクトゥス（天鈿女命）、ヤガミ・フルクトゥス（八上比売）、セオリツ・ファッラ（瀬織津姫）、ベンテン・コロナ（弁天）、イナリ・コロナ（稲荷神）、カヤヌヒメ・コロナ（鹿屋野比売）、オオゲツ・コロナ（大宜都比売）、トヨウケ・コロナ（豊受大神）、ウケモチ・コロナ（保食神）、イズミ・パテラ（和泉式部）、オタフク台地（お多福）、オトヒメ台地（説話浦島太郎の乙姫）、カムイフチ・コロナ（アイヌ神話の火の神カムイフチ）などがある。
クレーターには様々な言語圏における女性名がつけられている。日本語および日本人に由来するものとしては、晶子（与謝野晶子）、千代女（加賀千代女）、林（林芙美子）、卑弥呼、市川（市川房枝）、政子（北条政子）、吉岡（吉岡彌生）、ふきこ、ひろみ、いさこ、まりこ、なみこ、のりこ、れいこ、せいこ、やすこ、ようこ、などがある。ヴァリス（峡谷）には川にちなむ女神の名のほか各言語によるこの惑星の名がつけられており、日本語にちなむものとしてキンセイ峡谷がある。

## 観測
金星は恒星ではないが、全天において年間を通じて観測できる天体としては太陽、月に次いで3番目に明るい。そのため日没前後で最初に観測できる天体として「宵の明星」、日出前後では最後まで観測できるため「明けの明星」と称されている。
日中も観測することはできるが、太陽に近い特性から目測は困難である。
また、夜間は太陽とともに地平線以下に沈んでしまうため観測できない。

### 目視

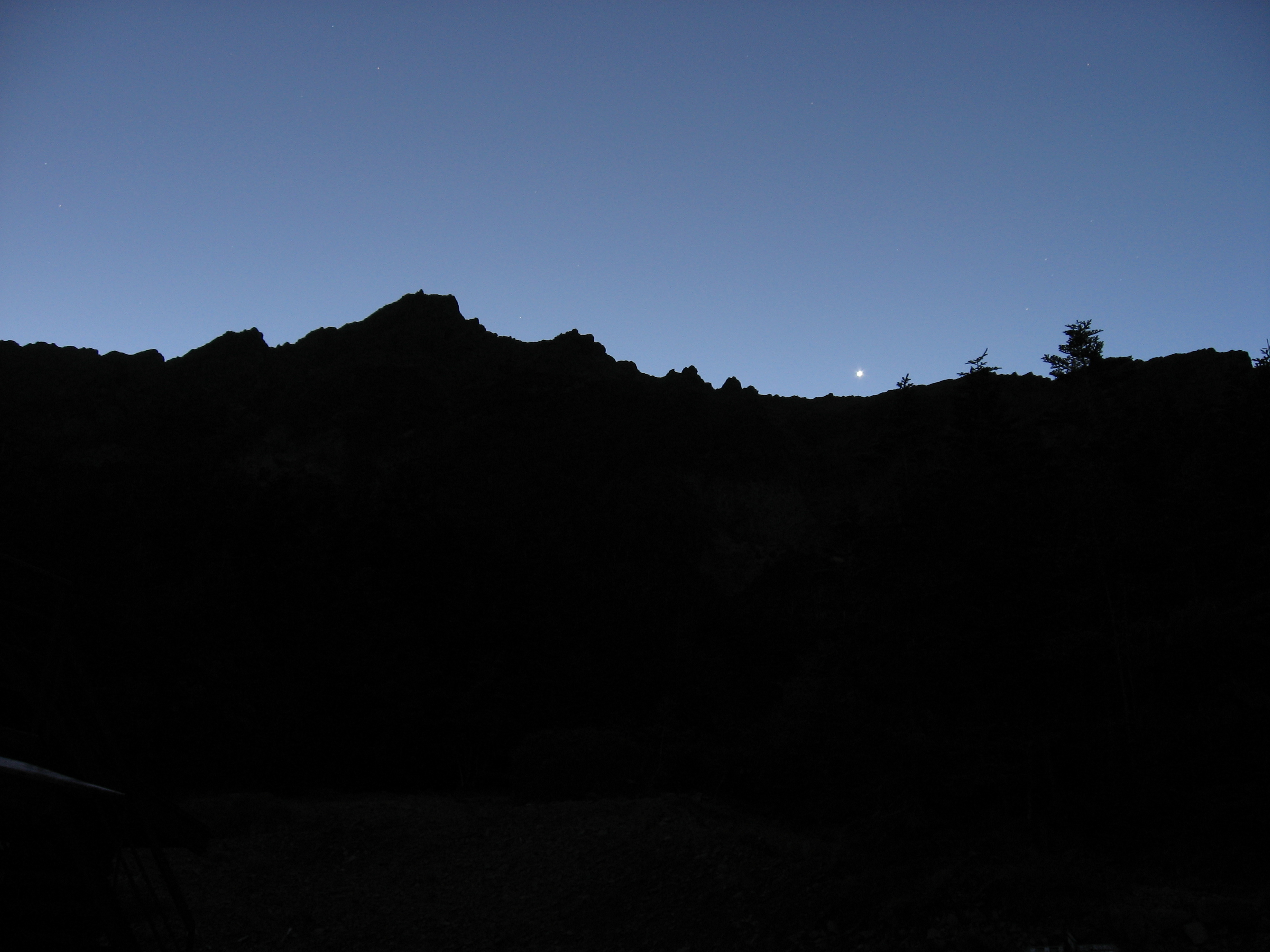
明けの明星

金星の観測モデル。満月形の外合時に観測上の視直径は最小となり、地球に最も近づく内合時（の直前）に視直径が最大となる。

公転軌道が地球より内側にある金星は、天球上では太陽の近くに位置することが多い。地球から見た金星は、月のような満ち欠けが観測できる。これは内惑星共通の性質で、水星も同じである。内合のときに「新金星」、外合のときに「満金星」となる。なお、合とその前後は天球上で太陽に近すぎるため、太陽の強い光に紛れて肉眼で確認することはきわめて困難である。
地球と金星の会合周期は583.92日（約1年7か月）であり、内合から外合までの約9か月半は日の出より早く金星が東の空に昇るため「明けの明星」となり、外合を過ぎると日没より遅く金星が西の空に沈むため「宵の明星」となる。その神秘的な明るい輝きは、古代より人々の心に強い印象を残していたようで、それぞれの民族における神話の中で象徴的な存在の名が与えられていることが多い。また地域によっては早くから、明けの明星と宵の明星が（金星という）同一の星であることも認識されていた。
地球から見ると、外合から東方最大離角を経て最大光度までは、徐々に明るくなり、最大光度から内合にかけては暗くなり、内合から最大光度までは明るくなり、最大光度から西方最大離角を経て外合までは徐々に暗くなっていく。外合のときに視直径はもっとも小さく、内合のときにもっとも大きい。外合のときは満月、最大離角のときは半月、内合のときは新月、最大光度のときは三日月のような形に見える。
西方最大離角のときには日の出前にもっとも早く昇り、東方最大離角のときには日没後にもっとも遅く沈む。
明けの明星の見かけ上の明るさがもっとも明るくなるのは内合から約5週間後である。そのときの離角は約40度、光度は-4.87等で、1等星の約220倍の明るさになり、明るくなりかけた空にあってもひときわ明るく輝いて見える。内合から約10週間後に西方最大離角（約47度）となる。
内合のときに完全に太陽と同じ方向に見える場合、金星の太陽面通過と呼ばれる現象がまれに起こる。

### 影
金星がもっとも明るく輝く時期には、金星の光による影ができることがある。オーストラリアの砂漠では地面に映る自分の影が見えたり、日本でも白い紙の上に手をかざすと影ができたりする。なお、過去には SN 1006 のような超新星が地球上の物体に影を生じさせた記録も残っているが、現在観測できるそれほど明るい天体は太陽、月、金星、天の川のみである。

## 人類との関連

### 歴史と神話

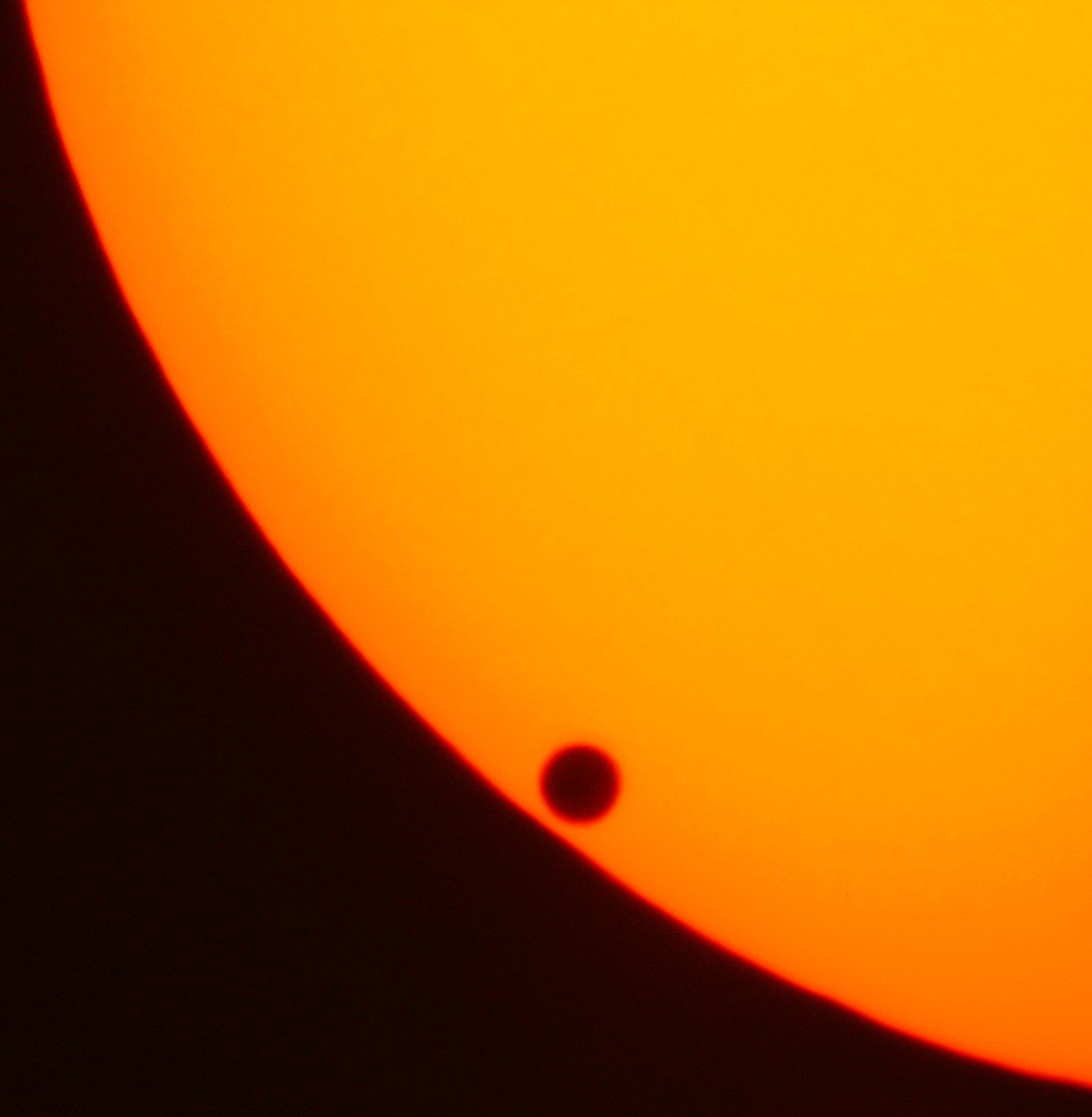
金星の太陽面通過

欧米では明けの明星の何にも勝る輝きをローマ神話の美と愛の女神ウェヌス（ヴィーナス、ギリシャのアプロディーテー）に例え、その名で呼んでいる。メソポタミアでその美しさ（明るさ）ゆえに美の女神イシュタル（アッカド語）、イナンナ（シュメール語）の名を得て以来、世界各地で金星の名前には女性名が当てられていることが多い。
日本でも古くから知られており、日本書紀に出てくる天津甕星（あまつみかぼし）、別名香香背男（かがせお）と言う星神は、金星を神格化した神とされている。時代が下って、平安時代には宵の明星を「夕星（ゆうづつ / ゆうつづ）」と呼んでいた。清少納言の随筆「枕草子」第254段「星はすばる。ひこぼし。ゆふづつ。よばひ星、すこしをかし。」にあるように、夜を彩る美しい星のひとつとしての名が残されている。
キリスト教においては、ラテン語で「光をもたらす者」ひいては明けの明星（金星）を意味する言葉「ルシフェル（Lucifer）」は、他を圧倒する光と気高さから、唯一神に仕えるもっとも高位の天使（そしてのちに地獄の闇に堕とされる堕天使の総帥）の名として与えられた。
聖書の黙示録中では、イエスのことが「輝く明けの明星」と呼ばれている。
仏教伝承では、釈迦は明けの明星が輝くのを見て真理を見つけたという。また弘法大師空海も明けの明星が口中に飛び込み悟りを開いたとされ、虚空蔵菩薩・明星天子は仏格化された金星の現れとされている。
アステカ神話では、ケツァルコアトルがテスカトリポカに敗れ、金星に姿を変えたとされている。
マヤ創世神話内では、金星は太陽と双子の英雄であるとされ、金星を「戦争の守護星」と位置づけ、特定位置に達したときに戦を仕掛けると勝てると考えられた（一種の軍事占星術であり、金星の動きと戦争がつながっていた）。
近代に入ると、金星の太陽面通過に大きな関心が寄せられるようになった。太陽系の大きさを測定する過程において、金星の太陽面通過で得られるデータは重要な役割を果たすと考えられたためである。1761年と1769年の太陽面通過観測は世界中に観測隊を派遣して行われたが、中でも1768年から太平洋に派遣されたジェームズ・クックの探検隊は、太平洋各地で重要な地理的発見を行った。また、1874年の金星の太陽面通過においてはすでに産業化時代に入っていたこともあり、世界各国が各地に観測隊を派遣した。この時は日本も観測可能な地域に含まれており、フランス、アメリカ、メキシコの3か国が日本に観測隊を派遣した。

### 占星術
「金星」の名は、中国の戦国時代に起こった五行思想と関わりがあり、中国ではかつて金星を「太白」（たいはく）とも呼んだ。
金星は七曜・九曜のひとつで、10大天体のひとつである。西洋占星術では金牛宮（おうし座）と天秤宮（てんびん座）の守護惑星であり、吉星（ベネフィック）である。女性的なエネルギーを表し、ひとつの星座に約1ヶ月近く滞在するため、毎月の恋愛運や金運を占う際に重要なヒントを与えてくれるとされ、象徴するキーワードは「美」「愛情」「快楽」「エロス」「生きる上での喜び」「芸術的なもの」「上品さ」「平和」「美意識」「金銭」「飽食」「怠惰」などで、象徴する人物は「若い女性」「美男美女」「資産家」などがある。

### 惑星記号
女性を象徴する手鏡を図案化したもの（通説のひとつ）が、占星術・天文学を通して用いられる。また、転じて女性を示すシンボルとしても利用されている。 →惑星記号

### 近代以降の研究
近代の科学者は、金星の姿を推測し続けた。ノーベル賞受賞者であるスヴァンテ・アレニウスは、金星は石炭紀の湿原のようであると主張した。これは当時、相当程度の学者から支持されたが、1920年代には、光学分析などの研究調査結果により金星の大気に大量の水{\displaystyle {\ce {H2O}}}が含まれてはいないことが明らかになった。それでもなお、石炭紀的な金星像を支持する学者も少なからずいた。こうした金星理解を背景に、金星への植民が構想された。たとえばカール・セーガンは、金星の雲の中に藍藻類を投下して金星の大気中の二酸化炭素を酸素に置き換える案を提案している。しかしこうした推測は、1960年代以降に金星探査機が続々と打ち上げられ、データが集積されて金星がとても人類の生息できる環境ではないことが判明するとともに姿を消していった。
それでもなお、重力が地球とほぼ同じである点や、高度50kmほどの上層大気においては地球と気圧や温度がほぼ同一となるなどの利点があるため、宇宙移民計画の一端として金星への植民計画はいくつか構想されている。こうした計画においては、地表部分の高熱や高い大気圧、大気の成分が人類の呼吸に適していないなどの難点を克服する必要があり、フローティングシティを上層大気に浮かべて居住地とする案や、金星の周囲にソーラーシールドを張り巡らせて強制的に気温を下げ、テラフォーミングを行うなどの案が提案されているが、いずれも21世紀の技術ではほぼ実現不可能な案であり、仮に可能となったとしても実現に数百年は要すると考えられている。

### 探査の歴史

#### 旧ソ連
- 打ち上げ失敗など
  - 命名なし - 1961年2月4日、打ち上げ失敗。
  - 命名なし - 1962年8月25日、打ち上げ失敗。
  - 命名なし - 1962年9月1日、打ち上げ失敗。
  - 命名なし - 1962年9月12日、打ち上げ失敗。
  - コスモス21号 - 1963年11月11日打ち上げ。地球軌道離脱失敗。
  - 命名なし - 1964年2月19日、打ち上げ失敗。
  - コスモス27号 - 1964年3月27日打ち上げ。地球軌道離脱失敗。
  - ゾンド1号 - 1964年4月2日打ち上げ、金星へ向かう途中で通信途絶。
  - コスモス96号 - 1965年11月23日打ち上げ。地球軌道離脱失敗。
  - コスモス167号 - 1967年6月17日打ち上げ。地球軌道離脱失敗。
  - コスモス359号 - 1970年8月22日打ち上げ。地球軌道離脱失敗。
  - コスモス482号 - 1972年3月31日打ち上げ。地球軌道離脱失敗。
- ベネラ計画
  - ベネラ1号 - 1961年2月12日打ち上げ。金星へ向かう途中で通信途絶、5月19日に金星から10万km以内を通過と推定。
  - ベネラ2号 - 1965年11月12日打ち上げ。金星へ向かう途中で通信途絶、1966年2月27日に金星から2万4,000kmを通過と推定。
  - ベネラ3号 - 1965年11月16日打ち上げ。金星へ向かう途中で通信途絶、1966年3月1日に金星へ衝突と推定。
  - ベネラ4号 - 1967年6月12日打ち上げ。10月18日に金星へ着陸カプセルを投下、推定高度25kmで通信途絶。
  - ベネラ5号 - 1969年1月5日打ち上げ。5月16日に金星へ着陸カプセルを投下、推定高度18kmで通信途絶。
  - ベネラ6号 - 1969年1月10日打ち上げ。5月17日に金星へ着陸カプセルを投下、推定高度22kmで通信途絶。
  - ベネラ7号 - 1970年8月17日打ち上げ。12月15日に金星へ着陸カプセルを投下、地表到達から23分後に通信途絶。
  - ベネラ8号 - 1972年3月27日打ち上げ。7月22日に金星へ着陸カプセルを投下、地表到達から63分後に通信途絶。
  - ベネラ9号 - 1975年6月8日打ち上げ。着陸カプセルを切り離し後、母船は金星周回軌道へ投入。カプセルは10月22日に着陸、初めて金星の地表を撮影する。
  - ベネラ10号 - 1975年6月14日打ち上げ。着陸カプセルを切り離し後、母船は金星周回軌道へ投入。カプセルは10月25日に着陸、地表を撮影する。
  - ベネラ11号 - 1978年9月9日打ち上げ。着陸カプセルを切り離し後、母船は双曲線軌道へ移行。カプセルは12月25日に着陸したが、地表の撮影には失敗。
  - ベネラ12号 - 1978年9月14日打ち上げ。着陸カプセルを切り離し後、母船は双曲線軌道へ移行。カプセルは12月21日に着陸したが、地表の撮影には失敗。
  - ベネラ13号 - 1981年10月31日打ち上げ。着陸カプセルを切り離し後、母船は双曲線軌道へ移行。カプセルは1982年3月1日に着陸、地表の撮影や表土の分析を行う。
  - ベネラ14号 - 1981年11月4日打ち上げ。着陸カプセルを切り離し後、母船は双曲線軌道へ移行。カプセルは1982年3月5日に着陸、地表の撮影や表土の分析を行う。
  - ベネラ15号 - 1983年6月2日打ち上げ。10月10日に金星周回軌道へ投入、1984年7月まで稼動。
  - ベネラ16号 - 1983年6月7日打ち上げ。10月14日に金星周回軌道へ投入、1984年7月まで稼動。
- ベガ計画 （欧州各国との共同プロジェクト）
  - ベガ1号 - 1984年12月15日打ち上げ。着陸機と気球を収めたカプセルを切り離し後、母船は金星をフライバイしてハレー彗星へ向かう。カプセルは1985年6月11日に大気圏へ突入、着陸機は推定高度20kmで通信途絶。
  - ベガ2号 - 1984年12月21日打ち上げ。着陸機と気球を収めたカプセルを切り離し後、母船は金星をフライバイしてハレー彗星へ向かう。カプセルは1985年6月15日に大気圏へ突入、着陸機は地表到達から56分後に通信途絶。

#### アメリカ合衆国
- マリナー計画
  - マリナー1号 - 1962年7月22日打ち上げ失敗。
  - マリナー2号 - 1962年8月27日打ち上げ、12月14日に金星から3万5,000kmの地点を通過。
  - マリナー5号 - 1967年6月14日打ち上げ、10月19日に金星から4,000kmの地点を通過。
  - マリナー10号 - 1973年11月3日打ち上げ、1974年2月5日に金星から5,768kmの地点を通過、水星へ向かう。
- パイオニア・ヴィーナス計画
  - パイオニア・ヴィーナス1号 - 1978年5月20日打ち上げ。12月4日に金星周回軌道へ投入、1992年8月まで稼動。
  - パイオニア・ヴィーナス2号 - 1978年8月8日打ち上げ。本体と4機のプローブに分かれ、12月9日に金星大気圏へ突入。本体は地表到達前に、プローブ3機は到達と同時に、残り1機は68分後に通信途絶。
- ガリレオ - 1989年10月18日打ち上げ。1990年2月10日に金星から1万6,130kmの地点を通過、木星へ向かう。
- マゼラン - 1990年5月4日打ち上げ。8月10日に金星周回軌道へ投入、1994年10月まで稼動。
- カッシーニ - 1997年10月15日打ち上げ。1998年4月26日に金星から287.2kmの地点を、1999年6月24日に617kmの地点を通過、土星へ向かう。
- メッセンジャー - 2004年8月3日打ち上げ。2006年10月24日に金星から2,992kmの地点を、2007年6月5日に338kmの地点を通過、水星へ向かう。

#### 欧州宇宙機関

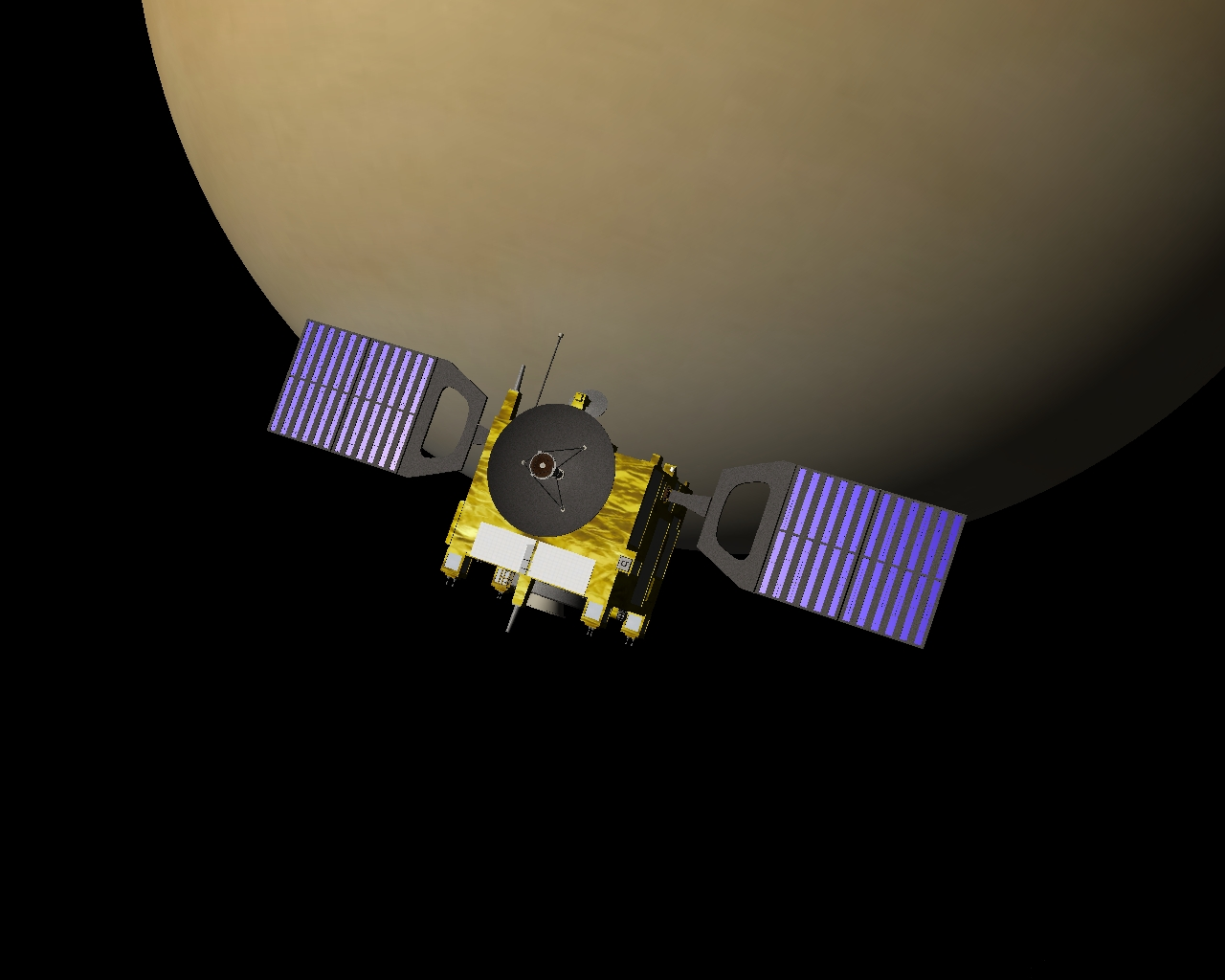
ESAのヴィーナス・エクスプレス。2006年到達。

- ビーナス・エクスプレス - 2005年11月9日打ち上げ。2006年5月7日に金星周回軌道へ投入。2014年11月28日に燃料枯渇で姿勢が保持できなくなり通信途絶。
- ベピ・コロンボ（欧州／日本） - 2018年10月20日打ち上げ成功。2020年4月10日に地球スイングバイ[50]。水星に向かう途中に金星をスイングバイする。

#### 日本
- あかつき - 2010年5月21日打ち上げ。2010年12月7日に金星周回軌道投入に失敗したあと、2015年2月7日に再投入に成功。2020年4月現在稼働中(後期運用中)。
  - IKAROS - あかつきの相乗りで打ち上げ。世界初のソーラーセイル。2010年12月8日に金星から約8万kmの地点を通過。
  - しんえん - あかつきの相乗りで打ち上げ。金星遷移軌道投入直後に通信途絶。

#### 計画中
- ヨーロピアン・ヴィーナス・エクスプローラ(旧名称 ヴィーナス・エントリー・プローブ)（英語版）（欧州） - 2013年打ち上げ予定だったが、2007年と2010年のプロポーザルは採択されなかった[51]。
- ベネラ-D（ロシア） - 2025年打ち上げ予定。